# Житарка
Житарка је насељено место у саставу града Света Недеља у Загребачкој жупанији, Хрватска. До територијалне реорганизације у Хрватској налазила се у саставу ужег подручја града Загреба.

## Становништво
На попису становништва 2011. године, Житарка је имала 239 становника.

## Попис1991.
На попису становништва 1991. године, насељено место Житарка је имало 233 становника, следећег националног састава:
| Попис 1991.‍  | Попис 1991.‍  | Попис 1991.‍ | Попис 1991.‍ | Попис 1991.‍ |
| ------------ | ------------ | ----------- | ----------- | ----------- |
|              |              |             |             |             |
| Хрвати       | Хрвати       |             | 218         | 93,56%      |
| Срби         | Срби         |             | 6           | 2,57%       |
| Црногорци    | Црногорци    |             | 2           | 0,85%       |
| Словенци     | Словенци     |             | 1           | 0,42%       |
| неопредељени | неопредељени |             | 2           | 0,85%       |
| непознато    | непознато    |             | 4           | 1,71%       |
| укупно: 233  |              |             |             |             |